# STS-8

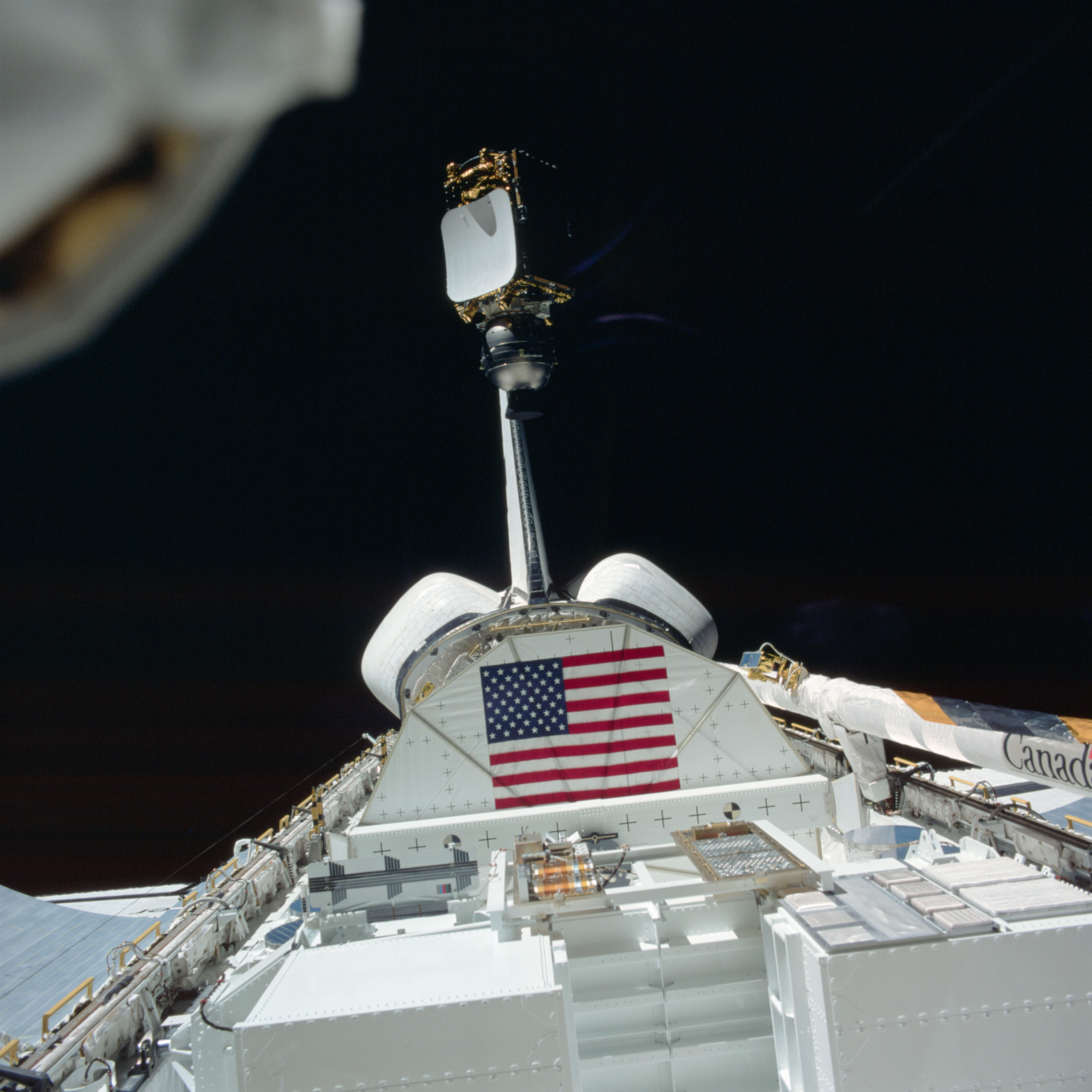

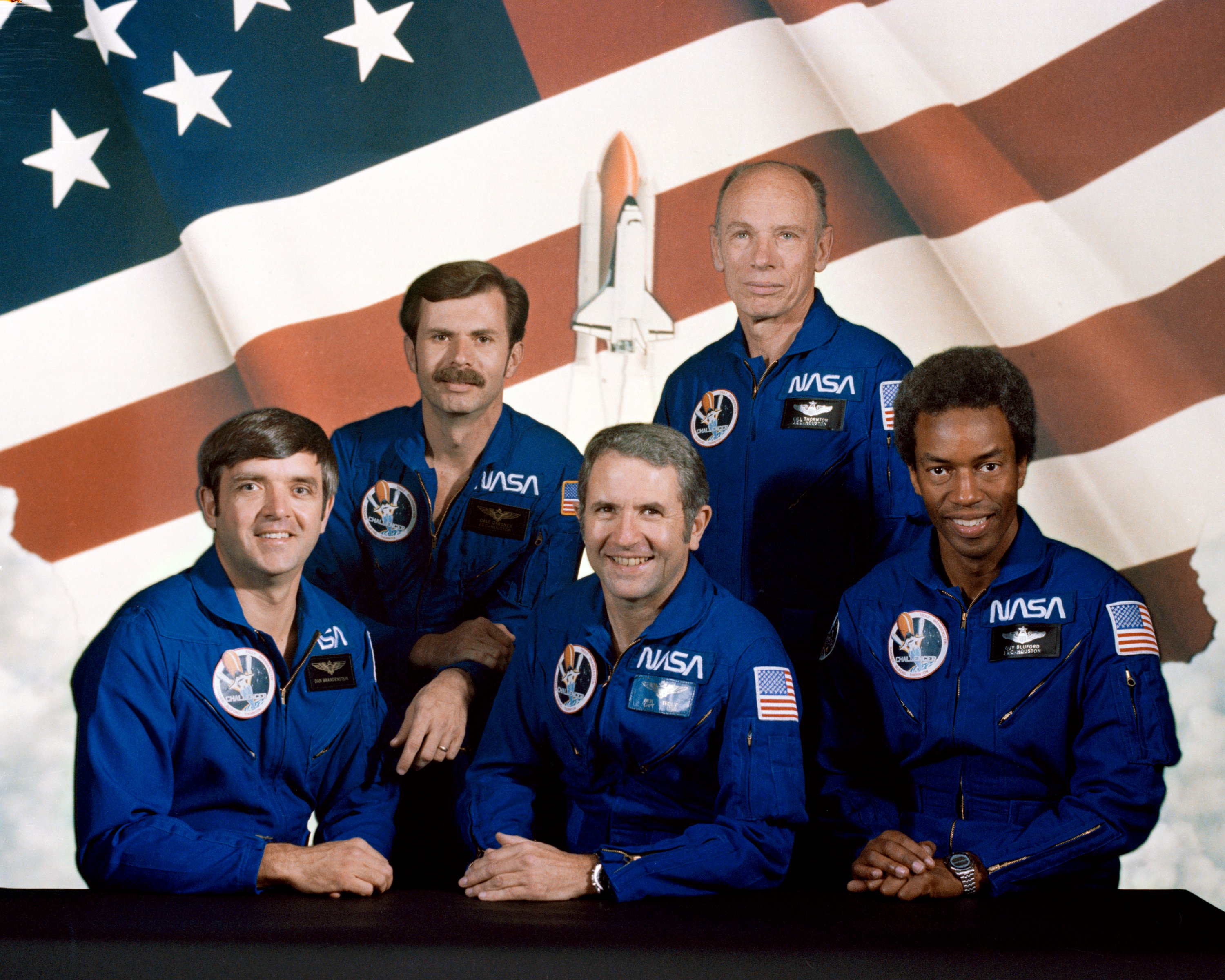
착석한 사람: 조종사 다니엘 브란덴슈타인, 사령관 리처드 트룰리, 임무 전문가 구이온 블루포드. 서있는 사람: 임무 전문가 데일 가드너 및 임무 전문가 윌리엄 E. 톤턴.

STS-8은 NASA의 8번째 우주왕복선 임무이자 챌린저 우주왕복선의 세 번째 비행이었다. 1983년 8월 30일 발사되어 1983년 9월 5일 착륙하여 우주 왕복선 프로그램의 첫 번째 야간 발사와 야간 착륙을 수행했다. 또한 최초의 아프리카계 미국인 우주 비행사인 구이온 블루포드(Guion Bluford)도 탑승했다. 이 임무는 계획된 모든 연구 목표를 성공적으로 달성했지만, 발사 중에 고체 로켓 부스터가 거의 오작동할 뻔했다는 사실이 후속 발견되면서 손상되었다.
임무의 주요 탑재체는 인도의 통신 및 기상 관측 위성인 INSAT-1B였으며, 이 위성은 궤도선에 의해 발사되어 정지 궤도로 올라갔다. 지연된 NASA 통신 위성을 대체하는 2차 페이로드는 왕복선의 캐나다암(원격 조작 시스템)의 사용을 테스트하기 위한 4미터톤 더미 페이로드였다. 챌린저호에서 수행된 과학 실험에는 미래 우주선을 위해 설계된 새로운 하드웨어 및 재료의 환경 테스트, 미세 중력 하에서 전기장에서 생물학적 재료에 대한 연구, 우주 적응 증후군("우주 멀미"라고도 함)에 대한 연구가 포함되었다. 또한 이 비행은 후속 STS-9 임무를 지원하는 데 필요한 이전에 발사된 TDRS-1 위성에 대한 흔들림 테스트 역할을 했다.